# Cyrille Eliezer-Vanerot
Cyrille Eliezer-Vanerot (Chatenay-Malabry, Francia, 1 de agosto de 1996) es un jugador de baloncesto francés que pertenece a la plantilla del Alliance Sport Alsace de la Pro B, la segunda categoría del baloncesto francés. Con 2,08 metros de estatura, juega en la posición de alero.

## Trayectoria deportiva
Es un alero formado en Centre Fédéral de Basket-Ball de París y en 2014, llega al equipo referencia de la capital parisina, el Paris-Levallois Basket para debutar en la PRO A.
En 2017 se inscribe en el Draft de la NBA de 2017 y renovaría su contrato profesional con el Paris-Levallois Basket de la Pro A.